# Argentona
Argentona è un comune spagnolo di 11 978 abitanti situato nella comunità autonoma della Catalogna.

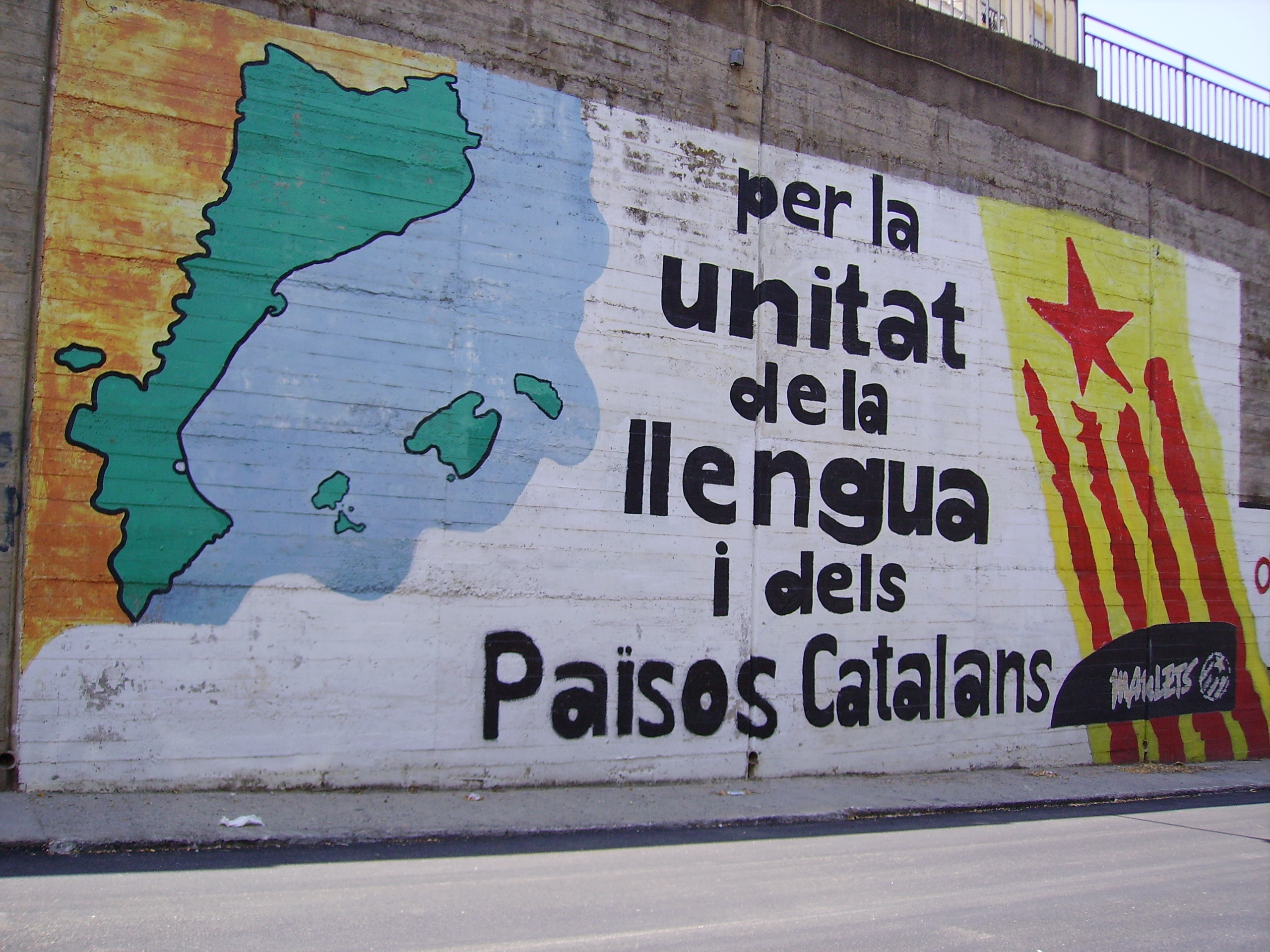
Graffiti a Argentona

## Monumenti e luoghi d'interesse
- Casa Garí, complesso architettonico modernista progettato da Josep Puig i Cadafalch

## Sport
Il paese ospita gli Argentona Bocs, una squadra di football americano che ha vinto 5 volte la lega catalana.